# Turniej pretendentek 2024
Turniej pretendentek 2024 (znany również jako Turniej kandydatek 2024) – turniej szachowy organizowany przez Międzynarodową Federację Szachową (FIDE) w celu wyłonienia pretendentki do tytułu Mistrzyni Świata w szachach klasycznych 2025, która zagra z Ju Wenjun. Odbył się on między 3 kwietnia a 22 kwietnia 2024 w Toronto równolegle do turnieju pretendentów. Zwyciężyła chińska arcymistrzyni, Tan Zhongyi, która po raz drugi zagra w mistrzostwach świata kobiet w szachach klasycznych. 

## Zawodnicy
W turnieju pretendentek 2024 brało udział 8 zawodniczek. Zawodniczki reprezentujące Rosję grały pod flagą Międzynarodowej Federacji Szachowej w związku z rosyjską inwazją na Ukrainę. Aleksandra Goriaczkina zakwalifikowała się do turnieju na dwa sposoby, dlatego jej miejsce uzyskane po wygranej w Pucharze Świata zajęła szachistka z najwyższym rankingiem wśród kobiet – Humpy Koneru.
| Metoda kwalifikacji                                                                                  | Zawodniczka                             | Wiek                  | Ranking FIDE          |
| Metoda kwalifikacji                                                                                  | Zawodniczka                             | stan na kwiecień 2024 | stan na kwiecień 2024 |
| --- | --------------------------------------- | --------------------- | --------------------- |
| Wicemistrzyni świata w szachach klasycznych 2023                                                     | Lei Tingjie                             | 27                    | 2550                  |
| Zwycięzca oraz zdobywczyni drugiego miejsca w FIDE Grand Prix kobiet 2022/2023                       | Kateryna Łahno (zwyciężczyni)           | 34                    | 2542                  |
| Zwycięzca oraz zdobywczyni drugiego miejsca w FIDE Grand Prix kobiet 2022/2023                       | Aleksandra Goriaczkina (drugie miejsce) | 25                    | 2553                  |
| Zwyciężczyni oraz zdobywczynie drugiego i trzeciego miejsca w Pucharze Świata kobiet w szachach 2023 | Nurgyul Salimova (drugie miejsce)       | 20                    | 2432                  |
| Zwyciężczyni oraz zdobywczynie drugiego i trzeciego miejsca w Pucharze Świata kobiet w szachach 2023 | Anna Muzyczuk (trzecie miejsce)         | 34                    | 2520                  |
| Zwyciężczyni i zdobywczyni drugiego miejsca w FIDE Women's Grand Swiss Tournament 2023               | Rameshbabu Vaishali (zwyciężczyni)      | 22                    | 2475                  |
| Zwyciężczyni i zdobywczyni drugiego miejsca w FIDE Women's Grand Swiss Tournament 2023               | Tan Zhongyi (drugie miejsce)            | 32                    | 2521                  |
| Zawodniczka z najwyższym rankingiem FIDE w styczniu 2024                                             | Humpy Koneru                            | 37                    | 2546                  |

## Format
Turniej pretendentek 2024 był rozgrywany systemem dwukołowym na dystansie 14 partii. Oznacza to, że każda zawodniczka rozegrała ze wszystkimi innymi zawodniczkami dwie partie - jedną białymi, drugą czarnymi. Zwyciężczyni zakwalifikowała się do mistrzostw świata kobiet w szachach klasycznych 2025, w których zmierzy się z Ju Wenjun.
Turniej rozgrywany był w tempie 120 minut dla zawodniczki na wykonanie pierwszych 40 posunięć w partii, następnie z dodatkowymi 30 minutami na dokończenie partii. 
Dodatkowo zawodniczki od 1. ruchu otrzymywały po 30 sekund za każdy ruch. Zawodniczki nie mogły oferować remisów przed 40. ruchem.

### Dogrywki
W przypadku remisu na pierwszym miejscu po czternastu rundach nastąpi dogrywka w następującym formacie:
- Jeśli dwójka zawodniczek remisowałaby na pierwszym miejscu, to przewidziane są dwie dodatkowe partie szachów szybkich, z tempem 15 minut na partię oraz bonus w postaci 10 sekund po każdym wykonanym ruchu. Jeśli od trzech do sześciu zawodniczek, to przewidywany jest turniej systemem kołowym, z tym samym tempem czasowym, a jeśli remis będzie pomiędzy siedmioma i ośmioma zawodniczkami, to także zagrają turniej systemem kołowym, tylko z tempem 10 minut na partię oraz bonusem w postaci 5 sekund po każdym wykonanym ruchu.
- Jeśli dwójka graczy nadal remisowałaby po partiach szachów szybkich, to grałaby dwie dodatkowe partie w szachach błyskawicznych w tempie 3 minuty na partię i 2 sekundami bonifikaty za posunięcie, a jeśli remisowałoby więcej niż dwóch zawodników, to graliby turniej systemem kołowym z tym samym tempem czasowym.
- Jeśli jakieś szachistki nadal remisowałyby po partiach w szachach błyskawicznych, to grałyby turniej pucharowy tym samym tempem, co w dogrywkach szachów błyskawicznych. W każdym meczu, pierwsza zawodniczka, która wygrałaby partię, wygrywała cały mecz.

W przypadku, jeśli dwóch lub więcej graczy miało taką samą ilość punktów na innych miejscach niż pierwsze, ich miejsca ustalane były przez punktację pomocniczą składającą się z (1) systemu Sonnenborna-Bergera, (2) ilości wygranych partii i (3) rezultatów partii między graczami z tą samą ilością punktów.

### Nagrody finansowe
Pula nagród turnieju pretendentek 2024 wynosi 250 000 euro. Zwyciężcyni turnieju otrzymała 24 000€, zdobywczyni drugiego miejsca 18 000€, a zdobywczyni trzeciego miejsca 12 000€. Za każde zdobyte pół punktu zawodniczki otrzymały dodatkowo 1 750€.

### Harmonogram
Partie rozpoczynają się o 14:30 czasu lokalnego (20:30 czasu polskiego).
| Data             | Dzień tygodnia | Wydarzenie                      |
| ---------------- | -------------- | ------------------------------- |
| 3 kwietnia 2024  | Środa          | Ceremonia otwarcia              |
| 4 kwietnia 2024  | Czwartek       | Runda 1                         |
| 5 kwietnia 2024  | Piątek         | Runda 2                         |
| 6 kwietnia 2024  | Sobota         | Runda 3                         |
| 7 kwietnia 2024  | Niedziela      | Runda 4                         |
| 8 kwietnia 2024  | Poniedziałek   | Przerwa                         |
| 9 kwietnia 2024  | Wtorek         | Runda 5                         |
| 10 kwietnia 2024 | Środa          | Runda 6                         |
| 11 kwietnia 2024 | Czwartek       | Runda 7                         |
| 12 kwietnia 2024 | Piątek         | Przerwa                         |
| 13 kwietnia 2024 | Sobota         | Runda 8                         |
| 14 kwietnia 2024 | Niedziela      | Runda 9                         |
| 15 kwietnia 2024 | Poniedziałek   | Runda 10                        |
| 16 kwietnia 2024 | Wtorek         | Przerwa                         |
| 17 kwietnia 2024 | Środa          | Runda 11                        |
| 18 kwietnia 2024 | Czwartek       | Runda 12                        |
| 19 kwietnia 2024 | Piątek         | Przerwa                         |
| 20 kwietnia 2024 | Sobota         | Runda 13                        |
| 21 kwietnia 2024 | Niedziela      | Runda 14                        |
| 22 kwietnia 2024 | Poniedziałek   | Dogrywki i ceremonia zamknięcia |

## Wyniki

### Klasyfikacja końcowa
| Miejsce | Zawodniczka            | Punkty   | Sonneborn-Berger | Zwycięstwa |
| ------- | ---------------------- | -------- | ---------------- | ---------- |
| 1       | Tan Zhongyi            | 9 / 14   | 60.5             | 5          |
| 2       | Humpy Koneru           | 7.5 / 14 | 52.25            | 3          |
| 3       | Lei Tingjie            | 7.5 / 14 | 52               | 4          |
| 4       | Vaishali Rameshbabu    | 7.5 / 14 | 47.5             | 6          |
| 5       | Aleksandra Goriaczkina | 7 / 14   | 47               | 2          |
| 6       | Kateryna Łahno         | 6.5 / 14 | 45               | 1          |
| 7       | Nurgyul Salimova       | 5.5 / 14 | 39.5             | 1          |
| 8       | Anna Muzyczuk          | 5.5 / 14 | 38.75            | 0          |

### Wyniki partii
| Runda 1 – 4 kwietnia 2024  | Runda 1 – 4 kwietnia 2024 | Runda 1 – 4 kwietnia 2024 | Runda 1 – 4 kwietnia 2024                        |
| Białe                      | Wynik                     | Czarne                    | Otwarcie i kod ECO                               |
| -------------------------- | ------------------------- | ------------------------- | ------------------------------------------------ |
| Aleksandra Goriaczkina     | ½–½                       | Kateryna Łahno            | B30 Obrona sycylijska, wariant Rossolimo         |
| Anna Muzyczuk              | ½–½                       | Nurgyul Salimova          | C43 Obrona Pietrowa                              |
| Lei Tingjie                | 0 – 1                     | Tan Zhongyi               | D35 Odrzucony gambit hetmański, wariant wymienny |
| Vaishali Rameshbabu        | ½–½                       | Humpy Koneru              | C53 Partia włoska                                |
| Runda 2 – 5 kwietnia 2024  |                           |                           |                                                  |
| Kateryna Łahno             | ½–½                       | Humpy Koneru              | C88 Partia hiszpańska, wariant zamknięty         |
| Tan Zhongyi                | 1 – 0                     | Vaishali Rameshbabu       | A45 Atak Trompowskiego                           |
| Nurgyul Salimova           | ½–½                       | Lei Tingjie               | D22 Przyjęty gambit hetmański                    |
| Aleksandra Goriaczkina     | 1 – 0                     | Anna Muzyczuk             | D10 Obrona słowiańska                            |
| Runda 3 – 6 kwietnia 2024  |                           |                           |                                                  |
| Anna Muzyczuk              | ½–½                       | Kateryna Łahno            | C88 Partia hiszpańska, wariant zamknięty         |
| Lei Tingjie                | ½–½                       | Aleksandra Goriaczkina    | C51 Gambit Evansa                                |
| Vaishali Rameshbabu        | 1 – 0                     | Nurgyul Salimova          | C42 Obrona Pietrowa                              |
| Humpy Koneru               | ½–½                       | Tan Zhongyi               | D02 Otwarcie pionem hetmańskim                   |
| Runda 4 – 7 kwietnia 2024  |                           |                           |                                                  |
| Kateryna Łahno             | ½–½                       | Tan Zhongyi               | B92 Obrona sycylijska, wariant Najdorfa          |
| Nurgyul Salimova           | 1 – 0                     | Humpy Koneru              | E06 Partia katalońska                            |
| Aleksandra Goriaczkina     | ½–½                       | Vaishali Rameshbabu       | D33 Obrona Tarrascha                             |
| Anna Muzyczuk              | ½–½                       | Lei Tingjie               | C01 Obrona francuska, wariant wymienny           |
| Runda 5 – 9 kwietnia 2024  |                           |                           |                                                  |
| Lei Tingjie                | ½–½                       | Kateryna Łahno            | C55 Obrona dwóch skoczków                        |
| Vaishali Rameshbabu        | ½–½                       | Anna Muzyczuk             | C50 Partia włoska                                |
| Humpy Koneru               | ½–½                       | Aleksandra Goriaczkina    | D40 Obrona Tarrascha                             |
| Tan Zhongyi                | ½–½                       | Nurgyul Salimova          | B12 Obrona Caro-Kann                             |
| Runda 6 – 10 kwietnia 2024 |                           |                           |                                                  |
| Vaishali Rameshbabu        | 0 – 1                     | Kateryna Łahno            | C89 Partia hiszpańska, atak Marshalla            |
| Humpy Koneru               | 0 – 1                     | Lei Tingjie               | E97 Obrona królewsko-indyjska                    |
| Tan Zhongyi                | 1 – 0                     | Anna Muzyczuk             | D05 System Colle                                 |
| Nurgyul Salimova           | 0 – 1                     | Aleksandra Goriaczkina    | E05 Partia katalońska                            |
| Runda 7 – 11 kwietnia 2024 |                           |                           |                                                  |
| Kateryna Łahno             | ½–½                       | Nurgyul Salimova          | C60 Partia hiszpańska, wariant Cozio             |
| Aleksandra Goriaczkina     | ½–½                       | Tan Zhongyi               | D30 Odrzucony gambit hetmański                   |
| Anna Muzyczuk              | ½–½                       | Humpy Koneru              | C70 Partia hiszpańska, wariant Cozio             |
| Lei Tingjie                | 1 – 0                     | Vaishali Rameshbabu       | C50 Partia włoska                                |

| Runda 8 – 13 kwietnia 2024  | Runda 8 – 13 kwietnia 2024 | Runda 8 – 13 kwietnia 2024 | Runda 8 – 13 kwietnia 2024                |
| --------------------------- | -------------------------- | -------------------------- | ----------------------------------------- |
| Kateryna Łahno              | ½–½                        | Aleksandra Goriaczkina     | C78 Partia hiszpańska                     |
| Nurgyul Salimova            | ½–½                        | Anna Muzyczuk              | D30 Odrzucony gambit hetmański            |
| Tan Zhongyi                 | 0 – 1                      | Lei Tingjie                | D02 System londyński                      |
| Humpy Koneru                | 1 – 0                      | Vaishali Rameshbabu        | D81 Obrona Grünfelda                      |
| Runda 9 – 14 kwietnia 2024  |                            |                            |                                           |
| Humpy Koneru                | ½–½                        | Kateryna Łahno             | D38 Odrzucony gambit hetmański            |
| Vaishali Rameshbabu         | 0 – 1                      | Tan Zhongyi                | B22 Obrona sycylijska                     |
| Lei Tingjie                 | ½–½                        | Nurgyul Salimova           | C41 Obrona Philidora                      |
| Anna Muzyczuk               | ½–½                        | Aleksandra Goriaczkina     | C67 Partia hiszpańska                     |
| Runda 10 – 15 kwietnia 2024 |                            |                            |                                           |
| Kateryna Łahno              | ½–½                        | Anna Muzyczuk              | C88 Partia hiszpańska                     |
| Aleksandra Goriaczkina      | 0 – 1                      | Lei Tingjie                | D10 Odrzucony gambit hetmański            |
| Nurgyul Salimova            | 0 – 1                      | Vaishali Rameshbabu        | D70 Nowoczesna obrona Grünfelda           |
| Tan Zhongyi                 | ½–½                        | Humpy Koneru               | C45 Partia szkocka                        |
| Runda 11 – 17 kwietnia 2024 |                            |                            |                                           |
| Tan Zhongyi                 | 1 – 0                      | Kateryna Łahno             | A05 Atak królewsko-indyjski               |
| Humpy Koneru                | 1 – 0                      | Nurgyul Salimova           | D12 Obrona słowiańska                     |
| Vaishali Rameshbabu         | 1 – 0                      | Aleksandra Goriaczkina     | B22 Obrona sycylijska, wariant Ałapina    |
| Lei Tingjie                 | ½–½                        | Anna Muzyczuk              | C54 Partia włoska                         |
| Runda 12 – 18 kwietnia 2024 |                            |                            |                                           |
| Kateryna Łahno              | ½–½                        | Lei Tingjie                | C02 Obrona francuska, wariant zamknięty   |
| Anna Muzyczuk               | 0 – 1                      | Vaishali Rameshbabu        | C80 Partia hiszpańska                     |
| Aleksandra Goriaczkina      | ½–½                        | Humpy Koneru               | E05 Partia katalońska                     |
| Nurgyul Salimova            | ½–½                        | Tan Zhongyi                | A07 Atak królewsko-indyjski               |
| Runda 13 – 20 kwietnia 2024 |                            |                            |                                           |
| Nurgyul Salimova            | ½–½                        | Kateryna Łahno             | E05 Partia katalońska                     |
| Tan Zhongyi                 | ½–½                        | Aleksandra Goriaczkina     | D50 Odrzucony gambit hetmański            |
| Humpy Koneru                | ½–½                        | Anna Muzyczuk              | D30 Odrzucony gambit hetmański            |
| Vaishali Rameshbabu         | 1 – 0                      | Lei Tingjie                | B51 Obrona sycylijska                     |
| Runda 14 – 21 kwietnia 2024 |                            |                            |                                           |
| Kateryna Łahno              | 0 – 1                      | Vaishali Rameshbabu        | C77 Partia hiszpańska, wariant Anderssena |
| Lei Tingjie                 | 0 – 1                      | Humpy Koneru               | E24 Obrona Nimzowitscha                   |
| Anna Muzyczuk               | ½–½                        | Tan Zhongyi                | B32 Obrona sycylijska                     |
| Aleksandra Goriaczkina      | ½–½                        | Nurgyul Salimova           | C41 Obrona Philidora                      |

Źródło: 